# Rationel psykoanalyse
Rationel psykoanalyse er udarbejdet af den danske psykoanalytiker Erik Carstens (1896-1970) i perioden fra 1930 til 1970.
Forudgående havde Carstens opholdt sig i Schweiz, hvor han i 1925 grundlagde sin egen internationale kostskole: »Petite Ecole Nouvelle« i Vesenaz ved Geneve. Her var eleverne ofte problembørn ikke mindst pga. krigstraumer hidrørende fra 1. verdenskrig. Denne skole byggede, som det også fremgår af navnet, for sin tid, på de mest moderne pædagogiske principper; f.eks. havde eleverne medindflydelse på skolen, ved det man i dag kender som elevråd. Det var ifm. arbejdet med disse børn at Carstens blev opmærksom på psykoanalysen. I sine bestræbelser på at hjælpe de vanskeligst stillede elever, kom han i kontakt med førende psykoanalytikere, som opfordrede ham til at anvende psykoanalytiske metoder. Denne opfordring blev modtaget positivt og Carstens påbegyndte en uddannelse til psykoanalytiker.
I 1930 nedsatte han sig som praktiserende psykoanalytiker i København og startede året efter sit psykoanalytiske forfatterskab med bogen: Den psykoanalytiske metode. Et første forsøg på at udvikle egne teorier på psykoanalysens område. Sagen var den, at Carstens aldrig havde været tilfreds med den freudske psykoanalyses måde at beskrive sjælelivet på. Heller ikke Jungs, Richs eller andre elever af Freud, der havde udarbejde egne teorier, tiltalte Carstens.
Efter udgivelsen af ovennævnte bog tog Carstens de egentlige skridt til udarbejdelsen af det, der kom til at hedde rationel psykoanalyse. Det resulterede i udgivelsen af to bøger samtidig i 1945, da det blev muligt efter 2. verdenskrig. I den ene, Er mennesket en automat?, tog Carstens stilling til de erkendelsesteoretiske problemstillinger der vedrører psykoanalysen; og i den anden, Menneske i myreperspektiv, fremlagde han de grundlæggende teorier for rationel psykoanalyse. Herefter udgives yderligere 11 bøger, således at forfatterskabet i alt ender op på 14 bøger.